# Kiihkelyssaaret
Kiihkelyssaaret är en ö i Finland. Den ligger i sjön Hiidenvesi och i kommunerna Vichtis och Lojo och landskapet Nyland, i den södra delen av landet, 50 km nordväst om huvudstaden Helsingfors. Öns area är 1,3 hektar och dess största längd är 160 meter i nord-sydlig riktning.  Notera att namnet antyder att det är fråga om flera öar.